# Thymbris melvillinsis
Thymbris melvillinsis är en insektsart som beskrevs av Evans 1936. Thymbris melvillinsis ingår i släktet Thymbris och familjen dvärgstritar. Inga underarter finns listade i Catalogue of Life.